# Waakirchen
Waakirchen település Németországban, azon belül Bajorországban. Lakosainak száma 5843 fő (2023. december 31.).

## Népesség
A település népessége az elmúlt években az alábbi módon változott:
| Lakosok száma | 615  | 2970 | 2884 | 4705 | 5516 | 5596 | 5670 | 5787 | 5873 | 5843 |
|               | 1875 | 1950 | 1975 | 1987 | 2012 | 2014 | 2016 | 2017 | 2021 | 2023 |